# Tấn Bo
Phạm Tấn Phúc (sinh ngày 8 tháng 10 năm 1973), thường được biết đến với nghệ danh Tấn Bo, là một nam diễn viên người Việt Nam. Với lối diễn tự nhiên và pha một chút đáng yêu, ông đã ghi dấu ấn trong lòng khán giả.

## Tiểu sử
Tấn Bo sinh ra và lớn lên trong một gia đình có truyền thống về nghệ thuật. 
Cha ông là nghệ sĩ vọng cổ Tấn Tài, người nổi tiếng một thời với biệt danh "hoàng đế đĩa nhựa". Lúc sinh thời, cha ông đã ca hơn 1.000 bài vọng cổ, 500 vở tuồng từ sàn diễn đến thị trường băng đĩa. Đây cũng chính là điều mơ ước của thế hệ cùng thời của cha ông và cả thế hệ sau này.
Mẹ ông cũng là người của nghệ thuật. Bà chính là nghệ sĩ Như Ngọc. Bà chuyên đóng vai đào lẳng nổi tiếng trên sân khấu trong thập niên 60.
Anh trai ông là Tấn Beo. So với ông, anh trai Tấn Beo đạt được nhiều thành công hơn trong sự nghiệp. Ông có một kho tàng về các tiểu phẩm hài và phim truyền hình khá lớn. Ông là một nghệ sĩ hài kịch và diễn viên phim truyền hình đầy tài năng. Ngay từ nhỏ, ông đã đi theo cha và có cơ hội làm quen với cải lương.

## Sự nghiệp
Tấn Bo bắt đầu tham gia nghệ thuật vào năm 1998. Ban đầu, ông chỉ đi diễn sau để hỗ trợ anh mình. Sau một thời gian, ông chính thức đi diễn hài. Ông cùng Tấn Beo chính thức thành lập một nhóm hài mang tên "Tấn Beo - Tấn Bo". 
Năm 2003, chương trình Gala cười do Đài truyền hình Việt Nam thực hiện đã được ra mắt công chúng lần đầu tiên. Tấn Beo – Tấn Bo đã diễn tiểu phẩm hài Lên chùa bán nhang. Tiểu phẩm hài này đã nhanh chóng thu hút được sự chú ý của khán giả. Họ cũng dần biết được Tấn Beo – Tấn Bo là ai. Từ đó, nhóm hài này đã được các bầu show săn đón rất nhiều.
Năm 2004, nhóm hài Tấn Beo – Tấn Bo đã đạt danh hiệu là một trong những nhóm hài được yêu thích nhất tại chương trình Nụ cười vàng.
Vào đầu năm 2009, nhóm hài Tấn Beo – Tấn Bo cho ra mắt album hài kịch ca nhạc đầu tiên sau nhiều năm biểu diễn. Album có tựa đề Tình Lương Sơn Bá.
Có thể nói rằng Tấn Beo – Tấn Bo chính là cặp bài trùng trong làng hài kịch miền Nam. Những tiểu phẩm của nhóm luôn mang một nét duyên dáng và chân thực. Những tác phẩm của họ đã chiếm trọn sự yêu thích và tiếng cười của khán giả yêu hài kịch Việt Nam.
Sau nhiều năm cùng nhau biểu diễn và cho ra những tiểu phẩm hài ấn tượng đến khán giả. Đến thời điểm hiện tại Tấn Beo và Tấn Bo đã chính thức tách ra để phát triển con đường sự nghiệp riêng.
Một số tiểu phẩm hài tiêu biểu của Tấn Bo có thể kể đến như: Cái bang thời đại, Mơ làm ca sĩ, Lên chùa bán nhang, Rồng vàng, Năm nổ về làng, Tình Lương Sơn Bá, MC tranh tài,…
Ngoài là diễn viên hài kịch, Tấn Bo được khán giả biết đến với hàng loạt vai diễn trong phim truyền hình như: Khi đàn ông có bầu (2005), Giấc mơ cổ tích (2009), Cuộc gọi lúc 0 giờ (2010), Hẻm cụt (2013), Thương lắm đò ơi (2014), Lấy chồng hàn (2015), Đi qua mùa mưa (2015). Có thể nói vai Thời trong bộ phim Hẻm cụt đóng năm 2013 chính là vai diễn thành công nhất trong sự nghiệp hoạt động tự thân của Tấn Bo.
Đang trên thời kì đỉnh cao của sự nghiệp. Vợ chồng Tấn Bo bắt đầu chuyển qua làm bầu show, được tầm vài tháng thì chi phí phát sinh phải mượn nợ hơn 200 triệu đồng với lãi suất 8% 1 tháng. Tuy nhiên, sau 1 thời gian dài hai vợ chồng không có khả năng chi trả, chủ nợ đã đến tận nhà tạt sơn, hắt mắm tôm, bẻ khóa, thậm chí còn khủng bố điện thoại, đòi bắt con. Cuối cùng, anh trai của ông phải đứng ra trả nợ.
Thời điểm hiện tại, khi có nhiều diễn viên nổi lên, ông cũng cho biết rằng ông không sợ tên tuổi bị mai một và cho tới thời điểm bây giờ đã mãn nguyện với vị trí của mình. Ông càng tự hào hơn vì có những lớp đàn em tài năng kế tiếp mình. Khán giả có thể không thấy mình thường xuyên nhưng nhắc tới tên Tấn Bo người ta còn nhớ là được rồi
Sau nhiều sóng gió và biến cố ập đến, hai vợ chồng ông đã có cuộc sống nhẹ nhàng bên 4 con nhỏ, mong trong thời gian tới, ông sẽ có nhiều tác phẩm dành tặng cho khán giả hâm mộ.
Trải qua nhiều biến cố, cuộc sống của ông giờ đây đã hạnh phúc hơn. Ông bắt đầu trở lại phim trường để tham gia các tác phẩm điện ảnh, còn vợ ông thì làm hậu phương vững chắc cho chồng. Gần đây, khi xuất hiện trong một chương trình truyền hình, ông đã gửi lời cảm ơn đến vợ mình, ông chia sẻ lời của vợ: "Em mong sau này dù trải qua bất cứ chuyện gì thì anh hãy vui lên. Dù mình không có gì, dù mình đánh mất tất cả nhưng cái mình có là gia đình. Em sẽ cùng anh vượt qua hết tất cả mọi chuyện".
Dù không nổi đình đám như anh trai, nhưng ông cũng được yêu mến. Thế nhưng, khi truyền hình thực tế lên ngôi, đặc biệt là gameshow nở rộ giúp các gương mặt trẻ vụt sáng thì Tấn Bo lại “biệt tích”. Gần đây, ông tham gia vài chương trình nhưng vẫn chưa đủ gây ấn tượng với khán giả truyền hình.
Hiện nay, ông ít xuất hiện hơn trước công chúng thi thoảng ông có đi diễn nhưng chủ yếu là tập trung chăm sóc gia đình nhỏ của mình.

## Đời tư hôn nhân
Vợ Tấn Bo là nhạc sĩ Xuân Nhi. Xuân Nhi chính là chủ nhân của những bản hit như Tình yêu và giọt nước mắt, Kẻ đa tình, Một lời cho mai sau, Tình yêu lầm lỡ,…
Xuân Nhi đã từng được cố nhạc sĩ Tấn Tài nhận nuôi. Đó cũng chính là cơ hội để cả hai gặp nhau và nên duyên vợ chồng. Được biết Xuân Nhi và Tấn Bo cách nhau 12 tuổi. Tấn Bo đã ấn tượng với Xuân Nhi tại lần gặp đầu tiên bởi sự xinh đẹp và giọng hát hay của cô.
Sau một thời gian tiếp xúc, ông và Xuân Nhi đã có tình cảm với nhau. Xuân Nhi đã quyết định kết hôn vào năm cô 17 tuổi. Cùng ông xây dựng hạnh phúc gia đình.
Sau gần 21 năm chung sống, cả hai đã có với nhau 4 người con. Cả hai đã cùng nhau vượt qua bao sóng gió, thăng trầm để hôm nay họ vẫn hạnh phúc và vui vẻ trong gia đình nhỏ của họ.

## Phim đã tham gia
| Năm  | Tựa Phim            | Vai diễn          | Kênh / Định dạng |
| ---- | ------------------- | ----------------- | ---------------- |
| 2005 | Khi đàn ông có bầu  | anh chàng xích lô | Điện Ảnh         |
| 2008 | Tòa án công lý      | Công an Sơn       | HTV9             |
| 2009 | Những ngày hè xanh  | Quảng             | HTV7             |
| 2009 | Giấc mơ cổ tích     | Huy               | HTV7             |
| 2010 | Quý cô tuổi dần     |                   | VTV1             |
| 2010 | Cuộc gọi lúc 0 giờ  | Bạch              | VTV3             |
| 2012 | Giấc mộng giàu sang |                   | Điện Ảnh         |
| 2013 | Trốn tết            |                   | VTV3             |
| 2013 | Hẻm cụt             | Thời              | SCTV14           |
| 2014 | Thầy đổi nghề       |                   | VTV3             |
| 2014 | Thương lắm đò ơi    |                   | SCTV14           |
| 2015 | Lấy chồng hàn       |                   | SCTV14           |
| 2015 | Đi qua mùa mưa      |                   | SCTV14           |

## Tiểu phẩm hài
Tiêu biểu:
- Ngẫu hứng ngựa ô
- Cải số
- Đại hội lô tô
- Cái bang thời đại
- Mơ làm ca sĩ
- Lên chùa bán nhang
- Rồng vàng
- Năm nổ về làng
- Tình Lương Sơn Bá
- Vàng rồng 9999
- Cười với Tấn Beo
- Năm nổ gặp Sáu lựu đạn
- Cười lộn ruột
- Đôi bạn lề đường
- Điệp ơi! Đừng bỏ Lan
- Ai là triệu phú
- Ngủm do cướp tiệm vàng
- Oan gia
- Chơi đố vui
- Đố vui có thưởng
- Báu vật
- Ngẫu hứng ngựa ô
- Khí thế anh hùng
- MC tranh tài
- Vua giả thành vua thật
- Hồi tâm
- Ăn khế trả vàng ngoại truyện
- Nghiệp cầm ca

## Cải lương
Tiêu biểu:
- Nhật ký đời sinh viên
- Bóng hồng sa mạc
- An Lộc Sơn
- Dương Thái Chân
- Tiết giao đoạt ngọc
- Bến phà kỷ niệm
- Nhớ bạn tôi ơi
- 999 đóa hồng
- Lời ru năm xưa
- Cô bé quàng khăn đỏ

## Chương trình truyền hình
Tiêu biểu:
- Tam sao thất bản (2008)
- Chuyện nhỏ (2012)
- Lữ khách 24h (2016)
- Cười xuyên Việt - Phiên bản nghệ sĩ (2016)
- Tài tử tranh tài (2016)
- Người nghệ sĩ đa tài (2017)
- Con tôi vô số tội (2020)
- Các ông bố nói gì? (2020)
- Vợ chồng son (2020)
- Giải mã tri kỷ (2020)
- Tâm đầu ý hợp (2020)
- Ai là bậc thầy chính hiệu? (2021)

## Giải thưởng
- Nhóm hài xuất sắc nhất Gala cười 2003 (cùng Tấn Beo)[6]
- Top 10 nhóm hài được yêu thích nhất Nụ cười vàng 2004 (cùng Tấn Beo)[6]